# Rau-Reiter
Rau-Reiter werden in Stuttgart inoffiziell die Motorradstreifenpolizisten genannt.
Auf Initiative des damaligen Stuttgarter Polizeipräsidenten Paul Rau wurden Motorräder in den 1960er Jahren bei der Polizei nach amerikanischem Vorbild in Dienst gestellt.
Wegen ihrer Beweglichkeit werden sie bei der Verkehrsüberwachung und bei Verkehrskontrollen verwendet. Die Motorradpolizei eskortiert Staatsgäste und begleitet Großraumtransporte.